# Авґуст Вільгельм Бах
Авґуст Вільгельм Бах (нім. August Wilhelm Bach; 4 жовтня 1796, Берлін — 15 квітня 1869, там само) — німецький композитор і органіст.

## Біографія
Початкову музичну освіту здобув у свого батька, органіста церкви св. Трійці, потім у Карла Фрідріха Цельтера і Людвіга Бергера, а також в Берлінській співочій академії. У 1816 р. був органістом церкви св. Марії, з 1820 р. викладав орган і теорію музики в заснованому Цельтером Інституті церковної музики, а після смерті Цельтера в 1832 р. став його директором і очолював Інститут до кінця життя. З 1833 року також входив до керівництва прусської Королівської академії мистецтв і викладав в ній композицію. Серед учнів Баха, зокрема, Авґуст Ґоттфрід Ріттер, Карл Авґуст Гаупт, Жан Фоґт, Вільґельм Гарткес. У 1830—40-х рр. мав репутацію провідного органіста Берліна, надавав перевагу творам Йоганна Себастьяна Баха (родичем якого він не був).
Крім фуг, тріо, прелюдій і постлюдій, Бах видав збірки різних музичних творів під назвою «Практичний органіст» (нім. Der praktische Organist); йому належить також збірка хоралів («Choralbuch»), пісень і псалмів.